# Tmarus trifidus
Tmarus trifidus är en spindelart som beskrevs av Mello-Leitao 1929. Tmarus trifidus ingår i släktet Tmarus och familjen krabbspindlar. Inga underarter finns listade i Catalogue of Life.